# Bătălia de la Buda (1686)
Bătălia de la Buda (1686) s-a purtat între Liga Sfântă și Imperiul Otoman, ca parte a campaniei de alungare a turcilor din Europa după victoria obținută în Bătălia de la Viena. Liga Sfântă a cucerit Buda (astăzi Budapesta), după un lung asediu.

## Context

### Buda otomană

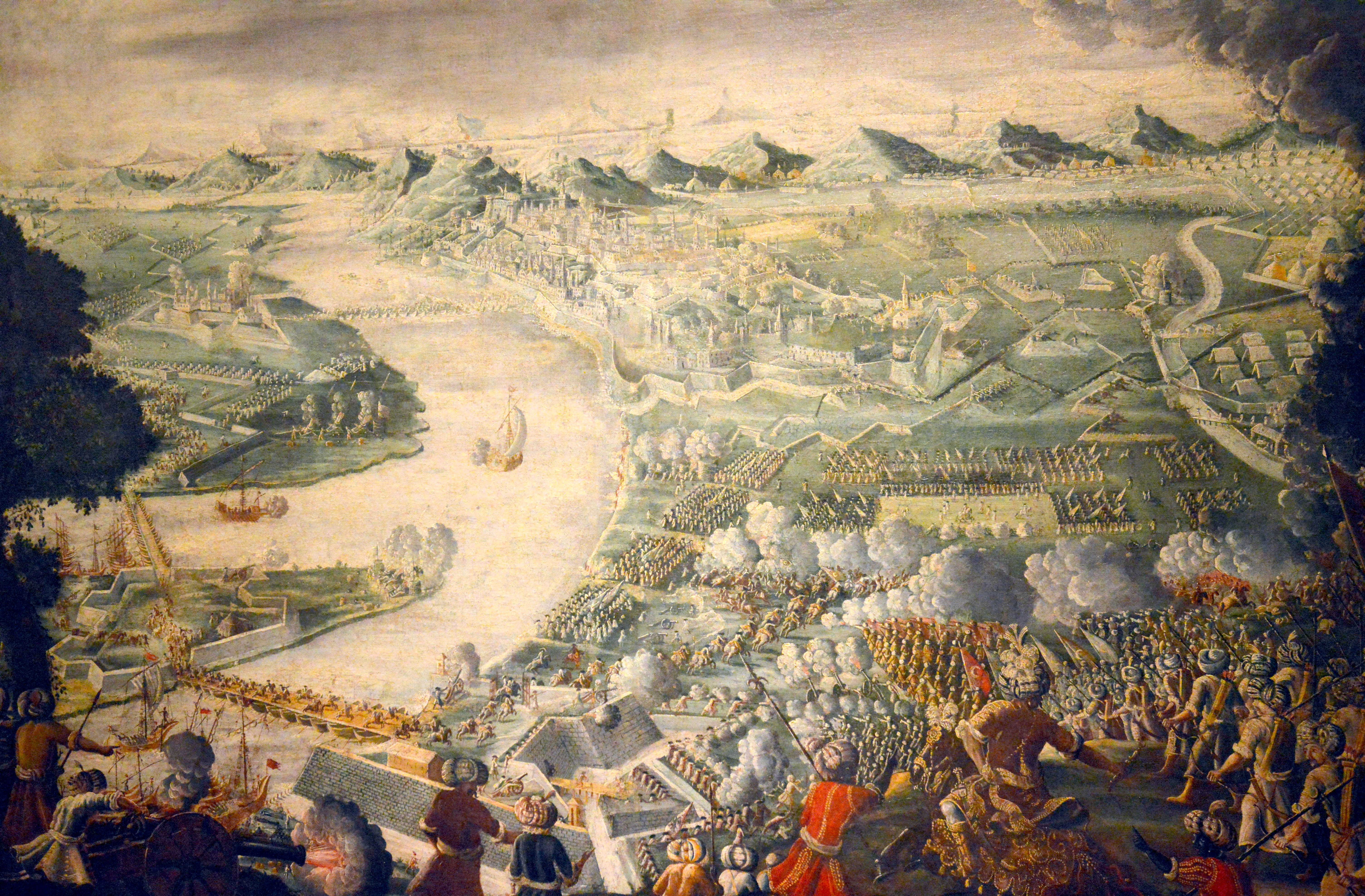
Liga Sfântă cucerind Buda după un lung asediu, în 1686

În 1541 Buda a fost cucerită de turci după Asediul Budei și s-a aflat sub dominație otomană în următorii 145 de ani.
Declinul economic al Budei în timpul ocupației otomane s-a caracterizat prin stagnarea numărului populației, iar populația Budei nu era mai mare în 1686 decât cu două secole mai devreme, în secolul al XV-lea. Otomanii au lăsat palatul regal maghiar să se ruineze. Clădirea a fost transformată ulterior de otoman într-un depozit de praf de pușcă , care a sărit în aer în timpul asediului din 1686. Populația maghiară creștină nu s-a simțit în siguranță în timpul ocupației otomane, iar numărul ei s-a redus semnificativ în următoarele decenii, din cauza lor faptului că mulți maghiari s-au refugiat în Ungaria regală stăpânită de habsburgi. Numărul imigranților evrei și țigani a crescut în timpul ocupației otomane a Budei. Orașul a devenit un centru cultural și comercial otoman. Unele dintre bisericile din oraș au fost transformate în moschei, fără a fi distruse. Au fost construite biserici, moschei, școli, cantine, brutării și băi turcești.

### Etapele premergătoare asediului din 1686
După înfrângerea otomanilor în Al Doilea Asediu al Vienei, cu care a început Războiul dintre Liga Sfântă și Imperiul Otoman, împăratul Leopold I a întrevăzut oportunitatea unei ofensive antiotomane și a recuceririi Ungariei, prin alungarea turcilor din capitala maghiară Buda. Cu ajutorul papei Inocențiu al XI-lea, a fost formată pe 5 martie 1684 Liga Sfântă, compusă din Sfântul Imperiu Roman, Uniunea statală polono-lituaniană și Republica Venețiană, care a reprezentat o alianță a statelor creștine împotriva turcilor.
Cu toate acestea, prima încercare a Ligii Sfinte de a recuceri Buda s-a încheiat cu o înfrângere, iar austriecii și aliații lor au fost nevoiți să se retragă cu mari pierderi după 108 de zile de asediere a orașului ocupat de otomani.

## Asediul

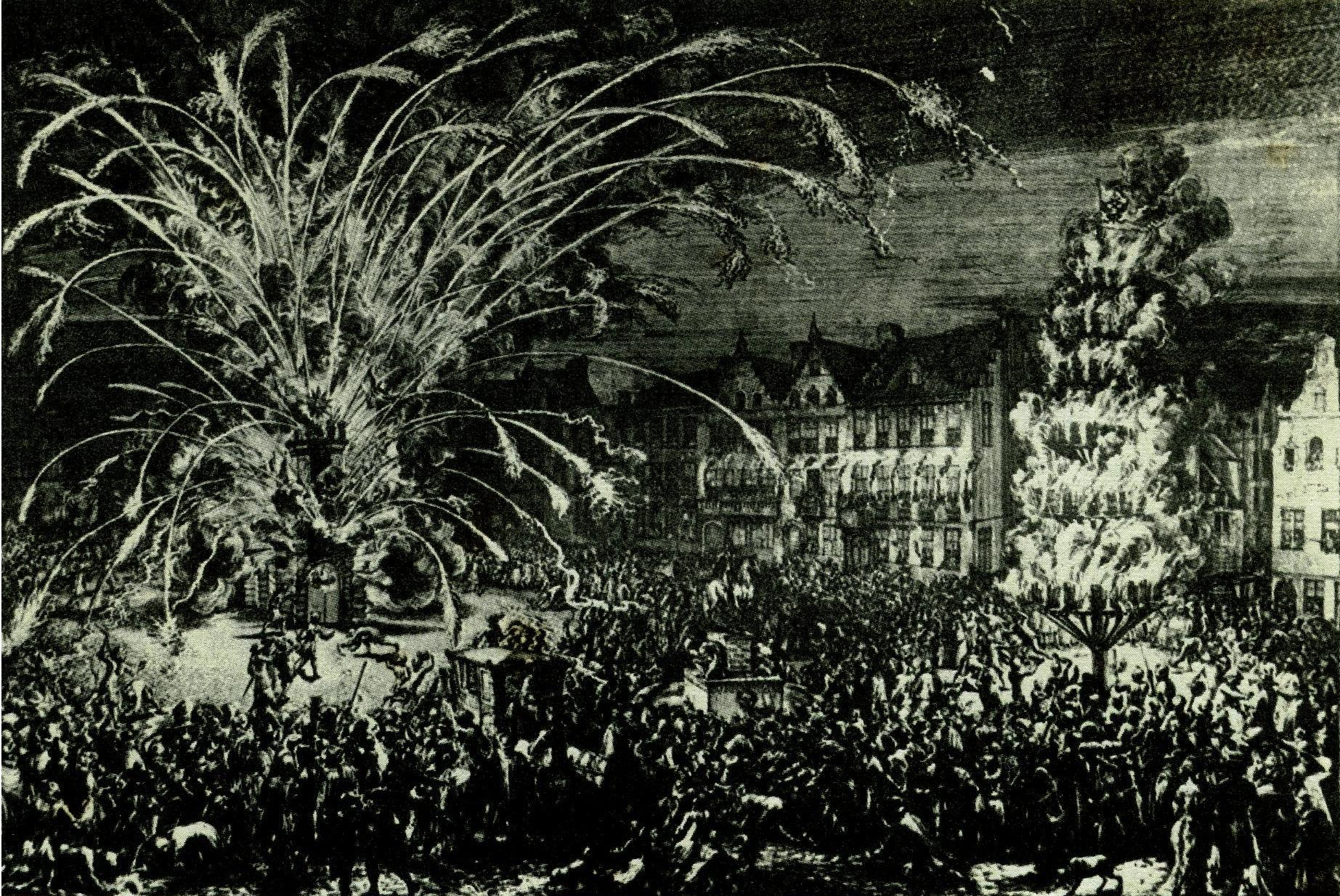
Focuri de artificii în Bruxelles ce sărbătoreau recapturarea Budei de la turci în 1686

În 1686, la doi ani după primul asediu asupra Budei, a fost inițiată o nouă campanie pentru recucerirea orașului. De această dată armata Ligii Sfinte era mult mai mare, fiind formată din 65.000-100.000 de militari germani, maghiari, croați, olandezi, englezi, spanioli, cehi, italieni, francezi, burgunzi, danezi și suedezi. Garnizoana otomană avea doar 7.000 de soldați.
Asediul a început pe la mijlocul lunii iunie 1686. Pe 27 iulie, armata Ligii Sfinte a inițiat un atac masiv, care a fost respins de turci, fiind înregistrate 5.000 de pierderi umane. O oaste otomană de întărire, condusă de Marele Vizir Sarı Soliman Pașa, a ajuns la Buda la mijlocul lunii august, dar forțele otomane asediate, conduse de generalul comandant Abdurrahman Abdi Arnavut Pașa, nu au putut lansa o ofensivă. Eforturile de apărare ale lui Abdi Pașa au fost considerate „eroice” de Tony Jaques în cartea sa „The Dictionary of Battles and Sieges”, iar generalul comandant a murit în luptă.
Prințul Eugen de Savoia și armata sa de dragoni nu au participat direct la pătrunderea în oraș, dar au asigurat apărarea spatelui armatei Ligii Sfinte împotriva armatei turcești de întărire, care nu a putut preveni capturarea cetății după 145 de ani de ocupație otomană.

## Masacrarea evreilor și musulmanilor
După cucerirea orașului, soldații occidentali creștini victorioși și-au manifestat furia față de „heathens”. Cunoașterea amenințării turcești era puternic înrădăcinată în conștiința europenilor, fiind alimentată de rapoartele despre atrocitățile turcești săvârșite împotriva civililor și de atitudinea antiotomană a bisericilor creștine :
„Buda a fost capturată și a căzut victimă jafului. Soldații au comis astfel de excese, manifestându-și furia împotriva turcilor, din cauza rezistenței lor îndelungate și persistente, care îi costase pierderea unui număr mare dintre camarazii lor, și nu au ținut cont nici de vârstă și nici de sex. Electorul Bavariei și Ducele de Lorena au fost deranjați să afle de uciderea bărbaților și de violarea femeilor și au dat ordine pentru stoparea masacrelor, iar viețile a peste 2.000 de turci au fost salvate.”
Peste 3.000 de turci au fost uciși în masacrul comis de trupele imperiale, iar violența a fost îndreptată nu numai împotriva musulmanilor, ci și împotriva populației evreiești din Buda. În calitate de supuși ai Imperiul Otoman, care s-au bucurat de o mai mare toleranță sub ocupanții otomani decât sub ocupanții habsburgii, evreii au luptat cot la cot cu turcii și au fost considerați aliații lor. După cucerirea orașului, comunitatea evreiască din Buda, care număra în zilele ei de gloria maxim 3.000 de persoane, a fost aproape complet nimicită. Aproximativ jumătate din cei 1.000 de evrei din oraș au fost masacrați; sute de evrei și 6.000 de musulmani au fost capturați pentru a fi vânduți ca sclavi sau ținuți ostatici pentru a se obține o răscumpărare ca „pedeapsă” pentru loialitatea lor față de turcii otomani. Casele și proprietățile evreilor au fost jefuite și distruse. Cetățenii maghiari de confesiune reformată au susținut eliminarea completă a populației evreiești din Ungaria. Majoritatea evreilor rămași în Buda, la fel ca majoritatea celor din restul Ungariei, a plecat odată cu turcii care se retrăgeau. Cei prinși au fost trimiși la Viena, Pozsony sau Mikulov. Moscheile și minaretele din Buda au fost distruse și trei sinagogi au fost incendiate, împreună cu numeroase cărți valoroase, de către Armata Sfântului Imperiu Roman.

Cele mai sângeroase evenimente ale bătăliei au fost înregistrate de Johann Dietz din Brandenburg, medic militar al armatei asediatoare:
„... Nici măcar pruncii din pântecele mamelor nu au fost cruțați. Cu toții au fost trimiși la moarte. Am fost complet îngrozit de ceea ce s-a întâmplat aici. Oamenii erau mult mai cruzi decât fiarele sălbatice (Bestien).”

Trupele imperiale și-au îngropat morții și au aruncat cadavrele turcilor și evreilor în Dunăre.

## Urmări
Buda a fost sub dominație otomană timp de un secol și jumătate, iar ocupația otomană nu s-a încheiat prin lupta ungurilor, ci prin intervenția în forță a oștilor habsburgice. Această situație a fost reflectată în aranjamentele politice postbelice.
Ca o consecință a recapturării Budei de la turci, precum și a victoriei în Bătălia de la Mohács (1687), parlamentul maghiar a recunoscut la Pressburg în noiembrie 1687 că moștenirea coroanei ungare a trecut în mâinile Casei de Habsburg, fără a se opune acestui fapt. În plus, parlamentul maghiar s-a angajat să -l încoroneze pe succesorul habsburgic la tron, încă din timpul vieții tatălui său, ca rege al Ungariei. Astfel, pe 9 decembrie 1687, Iosif, fiul în vârstă de nouă ani al împăratului Leopold, a fost încoronat ca primul rege ereditar cu coroana Sfântului Ștefan. Ungaria a devenit o țară ereditară a Casei de Habsburg și în iunie 1688 a fost înființată „comisia pentru organizarea Regatului Ungariei”, care avea scopul de a crea un guvern monarhist puternic în țara coroanei Sfântului Ștefan.